# サッカーパレスチナ女子代表
サッカーパレスチナ女子代表（サッカーパレスチナじょしだいひょう）は、パレスチナサッカー協会(アラビア語: الاتحاد الفلسطيني لكرة القدم、英語: Palestinian Football Association, 略称：PFA)によって編成されるパレスチナの女子サッカーナショナルチームである。アジアサッカー連盟(AFC)に所属している。2005年に開催された西アジア女子サッカー選手権に向けて代表チームが結成され、アジアの女子サッカー選手権であるAFC女子アジアカップに出場している。
女子ワールドカップ、オリンピックともに出場はない。

## ワールドカップの成績
（代表結成後のみ）
- 2007 - 不参加
- 2011 - 予選敗退
- 2015 - 予選敗退
- 2019 - 予選敗退

## オリンピックの成績
（代表結成後のみ）
- 2008 - 不参加
- 2012 - 予選敗退
- 2016 - 予選敗退

## アジアカップの成績
（代表結成後のみ）
- 2006 - 不参加
- 2008 - 不参加
- 2010 - 予選敗退
- 2014 - 予選敗退
- 2018 - 予選敗退

## 西アジア女子サッカー選手権の成績
| 開催年 | 結果               | 試合   | 勝利   | 引分   | 敗戦   | 得点   | 失点   |
| ------ | ------------------ | ------ | ------ | ------ | ------ | ------ | ------ |
| 2005   | 5位                | 4      | 0      | 1      | 3      | 1      | 21     |
| 2007   | 不参加             | 不参加 | 不参加 | 不参加 | 不参加 | 不参加 | 不参加 |
| 2010   | 4位                | 4      | 1      | 0      | 3      | 19     | 17     |
| 2011   | グループリーグ敗退 | 3      | 1      | 0      | 2      | 4      | 16     |
| 2014   | 準優勝             | 3      | 2      | 0      | 1      | 8      | 10     |

## アラブ女子選手権の成績
アラブ女子選手権はアラブサッカー連盟による女子サッカー大会。第一回大会が2006年にエジプトで行われた。
- 2006 - グループリーグ敗退

## FIFAランキング
- 初登場 - 99位(2009年6月)
- 最高順位 - 87位(2010年3月)
- 最低順位 - 100位(2009年9月)